# Olympische Sommerspiele 1984/Teilnehmer (Philippinen)
| Gelbes Symbol für Goldmedaillen mit stilisierten Olympischen Ringen | Graues Symbol für Silbermedaillen mit stilisierten Olympischen Ringen | Braundes Symbol für Bronzemedaillen mit stilisierten Olympischen Ringen |
| ------------------------------------------------------------------- | --------------------------------------------------------------------- | ----------------------------------------------------------------------- |
| —                                                                   | —                                                                     | —                                                                       |

Die Philippinen nahmen an den Olympischen Sommerspielen 1984 in Los Angeles, USA, mit einer Delegation von 19 Sportlern (15 Männer und vier) teil.

## Teilnehmer nach Sportarten

### Boxen
- Nelson Jamili
Halbfliegengewicht: 17. Platz

- Efren Tabanas
Fliegengewicht: 9. Platz

- Leopoldo Cantancio
Leichtgewicht: 5. Platz

### Leichtathletik
- Isidro del Prado
400 Meter: Viertelfinale

- Leonardo Illut
Marathon: 77. Platz

- Héctor Begeo
3000 Meter Hindernis: Vorläufe

- Lydia de Vega
Frauen, 100 Meter: Viertelfinale
Frauen, 200 Meter: Vorläufe

- Agrippina de la Cruz
Frauen, 400 Meter Hürden: Vorläufe

- Elma Muros
Frauen, Weitsprung: 20. Platz in der Qualifikation

### Radsport
- Deograves Asuncion
Sprint: 3. Runde
Punkterennen: Vorläufe

- Rodolfo Guaves
Sprint: 3. Runde
1000 Meter Einzelzeitfahren: 23. Platz

- Diomedes Panton
4000 Meter Einzelzeitfahren: 29. Platz in der Qualifikation

- Edgardo Pagarigan
Punkterennen: Vorläufe

### Schießen
- José Medina
Kleinkaliber, liegend: 30. Platz

### Schwimmen
- William Wilson
100 Meter Freistil: 45. Platz
200 Meter Freistil: 39. Platz
400 Meter Freistil: 28. Platz
1500 Meter Freistil: 24. Platz

- Francisco Guanco
100 Meter Brust: 32. Platz
200 Meter Brust: 25. Platz

- Jairulla Jaitulla
100 Meter Brust: 36. Platz
200 Meter Brust: 34. Platz
200 Meter Lagen: 28. Platz
400 Meter Lagen: 18. Platz

- Christine Jacob
Frauen, 100 Meter Freistil: 36. Platz
Frauen, 200 Meter Freistil: 25. Platz
Frauen, 100 Meter Rücken: 28. Platz
Frauen, 200 Meter Rücken: 26. Platz